# Punta Badde Urbara
Punta Badde Urbara è un rilievo montuoso della Sardegna situato nel comune di Santu Lussurgiu, in provincia di Oristano.
Il territorio è prevalentemente collinare e la temperatura media è di 14°C. Il mese più caldo è luglio, con 26 °C, e quello più freddo è febbraio, con 4 °C. La piovosità media è di 825 millimetri all'anno. Il mese più piovoso è novembre, con 147 millimetri di pioggia, e il più secco è luglio, con 13 millimetri.
Qui ha sede l'omonimo centro trasmittente. Vi si accede dalla SP 19 Cuglieri-Santu Lussurgiu.

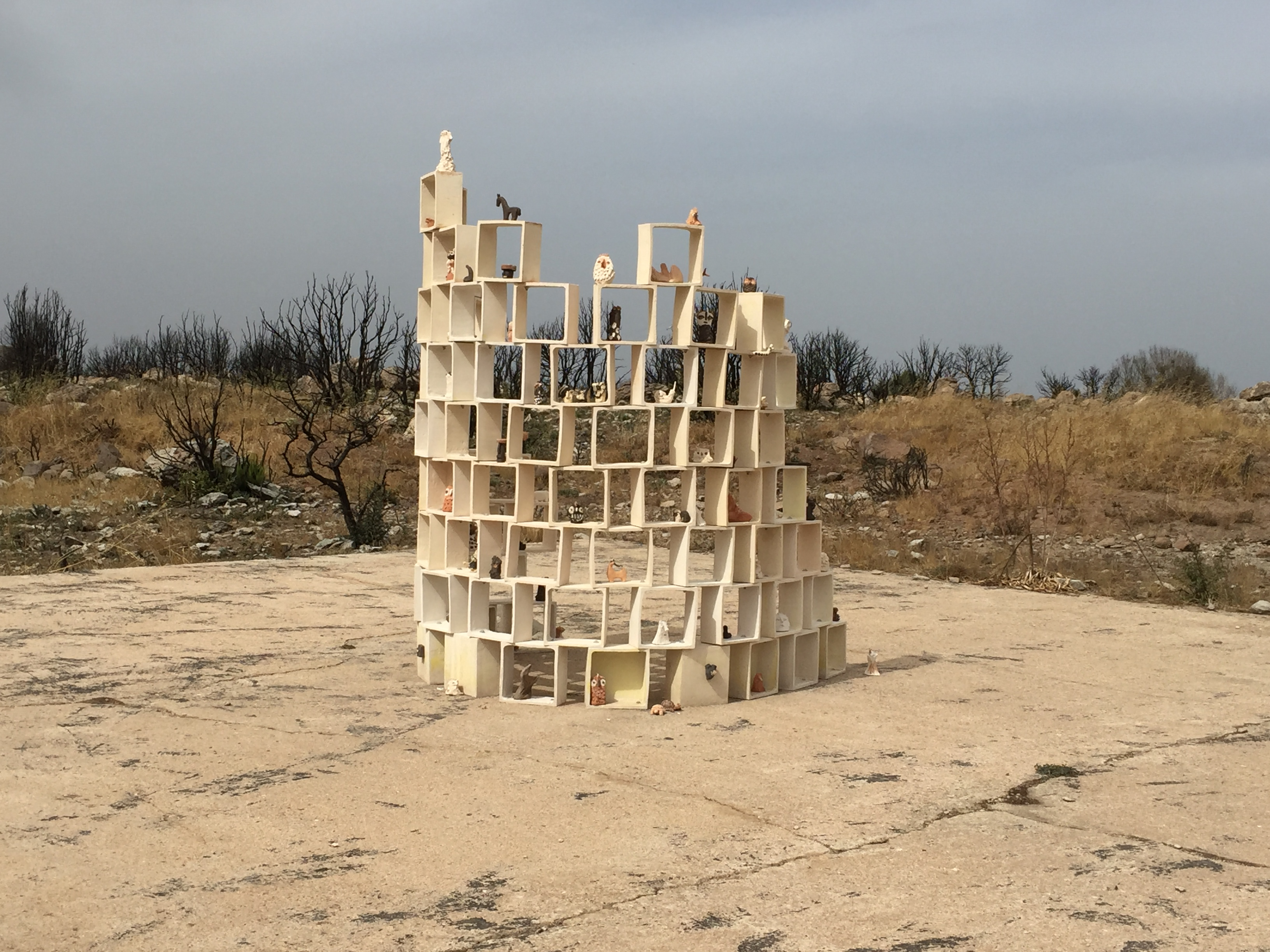
Installazione artistica L'Abbraccio

Nel compendio di Forestas, situato vicino al centro trasmittente, nel giugno 2022 è stata inaugurata, a seguito degli incendi che hanno colpito il Montiferru nel luglio 2021, l'installazione artistica "L'Abbraccio", un'opera in ceramica realizzata dai docenti e dagli studenti del Liceo artistico di Oristano. 

## Monumenti e luoghi di interesse
- Installazione artistica "L'Abbraccio".